# Bandar Huta Usang
Bandar Huta Usang is een bestuurslaag in het regentschap Dairi van de provincie Noord-Sumatra, Indonesië. Bandar Huta Usang telt 1733 inwoners (volkstelling 2010).